# Charles Winder
Charles Blish Winder Jr. (ur. 23 czerwca 1874 w Wayne Township, zm. 5 marca 1921 w West Palm Beach) – amerykański strzelec, mistrz olimpijski.
Winder był wojskowym w stopniu majora.
Wystąpił na Letnich Igrzyskach Olimpijskich 1908 w dwóch konkurencjach. Zajął 16. miejsce w karabinie dowolnym z 1000 jardów, zaś w drużynowym strzelaniu z karabinu wojskowego zdobył wraz z kolegami z reprezentacji złoty medal, osiągając trzeci rezultat wśród amerykańskich strzelców (skład zespołu: Charles Benedict, Kellogg Casey, Ivan Eastman, William Leushner, William Martin, Charles Winder).

## Wyniki

### Igrzyska olimpijskie
| Igrzyska | Konkurencja                  | Wynik                                               | Miejsce | Źródło |
| -------- | ---------------------------- | --------------------------------------------------- | ------- | ------ |
| IO 1908  | Karabin dowolny, 1000 jardów | 87 pkt.                                             | 16      | [ 1 ]  |
| IO 1908  | Karabin wojskowy, drużynowo  | 2531 pkt. (druż.) 429 pkt. ind. (69–74–72–73–72–69) |         | [ 2 ]  |